# Richardis ze Sualafeldgau
Richardis ze Sualafeldgau (945/950 – 994) byla manželka Leopolda I. Babenberského, markraběte rakouského.

## Rodina
Narodila se roku 945 nebo 950 jako dcera hraběte Ernsta IV. ze Sualafeldgau. Možná byla příbuzensky spojená s Adalbera, vévody z Korutan.
Vdala se za Leopolda I. Babenberského, markraběte rakouského. Spolu měli osm dětí:
- Jindřich I., markrabě rakouský
- Judith
- Arnošt I., vévoda švábský
- Vojtěch
- Poppo, arcibiskup trevírský
- Kunigunda
- Hemma, sňatek s hrabětem Rapotem z Diessenu
- Kristýna

Zemřela roku 994.